# FC Eintracht Schwerin
El FC Eintracht Schwerin es un equipo de fútbol de Alemania que milita en la Verbandsliga Mecklenburg-Vorpommern, la sexta liga de fútbol en importancia en el país.

## Historia
Fue fundado en el año 1945 en la ciudad de Schwerin (Mecklenburg-Vorpommern) y ha utilizado varios nombres a lo largo de su historia como resultado de los cambios en el color de su uniforme, como PSV Schwerin, Polizei SV Schwerin entre otros; y ha militado en varias categorías de fútbol en la Alemania Oriental y como la mayoría de los equipos luego de la reunificación, fueron ubicados dentro el nuevo formato de competición, ubicándose en la Sexta División.
Nunca llegó a ser campeón de Liga ni tampoco ganó algún título de importancia en la Alemania Oriental, solamente alcanzó la final de la Copa de fútbol de la RDA en 1 ocasión, perdiendo ante el Dinamo Dresde.
A nivel internacional ha participado en 1 torneo continental, en la Recopa de Europa de Fútbol de 1990/91, donde fue eliminado en la Primera Ronda ante el FK Austria Viena de Austria.

## Palmarés
- Copa de fútbol de la RDA: 0
  - Finalista: 1

1989/90

## Participación en competiciones de la UEFA
- Recopa de Europa de Fútbol: 1 aparición

1991 - Primera Ronda